# 中標津町総合体育館
中標津町総合体育館（なかしべつちょうそうごうたいいくかん）は、北海道中標津町にある体育館。中標津町役場西側に2016年（平成28年）10月オープンした。

## 施設
メインアリーナ (1919.09 m2)
競技面積 1884.96 m2（50.4m×37.4m）
その他 37.13 m2
バスケットボール・バレーボール各2面、バドミントン8面
観覧席472席(車椅子席8席)
サブアリーナ (803.48 m2)
競技面積 799.2 m2（36 m×22.2 m）
その他 4.28 m2
バスケットボール・バレーボール各1面、バドミントン4面
観覧席無し(ただし、2階ホワイエより見学可能)
会議室
50.41 m2
多目的室
158.05 m2（2分割利用可能）
トレーニングルーム
112.94 m2
ランニング・ウォーキングコース
全長180m
その他
シャワー室、放送室、幼児コーナー